# Шареј Сентра
Шареј Сентра (фр. Chareil-Cintrat) насеље је и општина у централној Француској у региону Оверња, у департману Алије која припада префектури Мулен.
По подацима из 2011. године у општини је живело 355 становника, а густина насељености је износила 27,8 становника/km². Општина се простире на површини од 12,77 km². Налази се на средњој надморској висини од 231 метар (максималној 342 m, а минималној 241 m).

## Демографија
| 1962. | 1968. | 1975. | 1982. | 1990. | 1999. | 2011. |
| ----- | ----- | ----- | ----- | ----- | ----- | ----- |
| 445   | 479   | 378   | 316   | 311   | 317   | 355   |

График промене броја становника у току последњих година